# Thoosa midwayi
Thoosa midwayi är en svampdjursart som beskrevs av Azzini, Calcinai, Iwasaki och Bavestrello 2007. Thoosa midwayi ingår i släktet Thoosa och familjen borrsvampar. Inga underarter finns listade i Catalogue of Life.